# Excellence in Broadcasting
Excellence in Broadcasting (titulado Excelencia en televisión en Hispanoamérica y Sobresaliente en telecomunicaciones en España) es el segundo episodio de la novena temporada de la serie de televisión animada Padre de familia. Fue estrenado en FOX en los Estados Unidos el 3 de octubre de 2010. En el episodio el perro antropomorfo Brian, un liberal convencido, enfrenta al locutor de radio conservador Rush Limbaugh en una firma de libros en Quahog, y finalmente tiene un cambio político de corazón cuando Limbaugh lo convence de leer su último libro. Brian finalmente decide convertirse en un miembro devoto del Partido Republicano, y pronto comienza a criticar a los liberales. Esto lleva a Brian a convertirse en compañero de Limbaugh, y comienza seguirlo a todas partes, Limbaugh convence a Brian de sus verdaderas convicciones políticas.
El episodio fue escrito por Patrick Meighan y dirigido por John Holmquist. Ha recibido críticas mixtas de los críticos por su historia y numerosas referencias culturales, además de recibir elogios y críticas por parte de medios de prensa conservadores.

## Argumento
Cuando Lois lee el periódico,descubre que el conservador y locutor de radio Rush Limbaugh estará en una firma de libros en Quahog, causando Brian decida enfrentar Limbaugh acerca de sus creencias políticas. En la firma, Limbaugh es criticado por Brian, él le pregunta si ha leído ninguno de sus libros, dejando a Brian estupefacto y furioso. Brian es asaltado por una banda; Limbaugh los enfrenta y los vence a todos. Agradecido, Brian se compromete a leer el libro de Limbaugh, y de la noche a la mañana se convierte en un republicano conservador. Lois cuestiona la convicción de Brian, citando su liberalismo pasado, mientras que Brian defiende su capacidad de cambiar de opinión basado en nueva información. Lois menciona que Brian hace todo lo que puede para estar en desacuerdo con el consenso general de muchas cosas (por ejemplo, odiaba Slumdog Millionaire y Titanic, pero defiende la película Cocktail), y le acusa de ser un "contrabrian" más que un creyente genuino. Brian se reúne con Limbaugh para darle las gracias por ayudar a su conversión política, y los dos viajes a la Sede Nacional del Partido Republicano, donde son recibidos por el expresidente de Estados Unidos George W. Bush y el senador estadounidense John McCain.
Al regresar a casa, Brian informa a Lois que Limbaugh vendrán a cenar.Esa noche, Lois y Peter comienzan discutir y cuestionar a Limbaugh políticamente. Decidiendo enfrentar Limbaugh por el lavado de cerebro Brian, Lois exige para su perro a ir de nuevo a la forma en que solía ser. Enfurecido, Brian decide mudarse y convertirse en compañero de cuarto con un renuente de Limbaugh. Brian comienza a irritar a Limbaugh con su ciega devoción. Decidiendo seguir a Limbaugh a su programa de radio, Brian intenta expresar sus opiniones políticas en el aire sobre el presidente de la Cámara Nancy Pelosi, causando a Limbaugh sentirse frustrado y lo lanza hacia fuera. Decidiendo demostrar su devoción a la causa conservadora, Brian intenta simular que ahoga a Pelosi, antes de ser detenido y arrestado. Después de ser rescatado por Limbaugh más tarde ese día, Brian sigue afirmando su conservadurismo. Limbaugh intenta convencer a Brian que solo está luchando contra el establecimiento debido a su deseo de ser el más débil. Él le dice a Brian que un niño fue ejecutado en Texas y Brian se horroriza visiblemente; Limbaugh luego dice que él inventó la historia, pero la reacción honesta de Brian se nota que es un liberal de corazón. Reasegurando a Brian de sus convicciones liberales, Rush sale de la cárcel, y dice a Brian que seguirá con las promesas de  "estar cerca" donde quiera que haya causas conservadoras que necesiten ayuda. El episodio termina con Limbaugh luego transformando en una águila calva, y volar lejos en el horizonte.

## Producción y desarrollo
Fue anunciado por primera vez por el creador y productor ejecutivo de la serie  Seth MacFarlane en una entrevista el 13 de agosto de 2009, el episodio fue escrito por Patrick Meighan y dirigido por John Holmquist. En una entrevista para The Hollywood Reporter, MacFarlane expreso "Padre de familia tiende a ser liberal debido a que "está escrito por liberales". Peter Shin y James Purdum sirvieron como directores supervisores, con Andrew Goldberg, Alex Carter, Elaine Ko y Spencer Porter trabajaron como escritores del personal para el episodio. El compositor Walter Murphy, quien ha trabajado en la serie desde sus inicios, volvió a componer la música de "Excellence in Broadcasting". Es el primer episodio que tiene una secuencia de apertura de crédito de alta definición.

## Recepción
"Excellence in Broadcasting" se emitió el 3 de octubre de 2010, como parte de la noche animada de FOX, y fue precedido por Los Simpson y por el spin-off de Padre de familia The Cleveland Show y fue seguido por el episodio número 100 de American Dad!. fue visto por 7.940.000 espectadores, según Nielsen, a pesar de emitirse simultáneamente con Desperate Housewives en ABC, el estreno de temporada de Undercover Boss en CBS y Sunday Night Football de la NBC]. El episodio también adquirió una calificación de 3.9 en la demografía 18-49, superando a American Dad! y The Cleveland Show, además de superando significativamente a ambos espectáculos de audiencia total. Los índices de audiencia del episodio disminuyeron significativamente con respecto al episodio pasado And Then There Were Fewer.